# EIA-422
EIA-422 (anteriormente RS-422) é um protocolo de comunicação de dados serial que descreve comunicações 4-wire, full-duplex, linha diferencial e multi-drop. Fornece transmissão de dados balanceada com linhas de transmissão unidirecionais/não reversíveis, terminadas ou não terminadas. Ao contrário de RS-485 (que é multi-point em vez de multi-drop), EIA-422 não permite mútiplos drivers somente múltpilos receivers.
Entre as várias vantagens oferecidas por este padrão incluem-se o receiver diferencial definido em RS-423, um driver diferencial e taxas de dados que chegam a 10 Megabaud a 12 metros (40 pés).
As conexões mecânicas para esta interface estão especificadas por EIA-530 (conector DB-25) ou EIA-449 (conector DB-37), entretanto existem dispositivos que têm 4 screw-posts para implementar os pares de transmissão e recepção somente. O comprimento máximo do cabo é de 1200m. A taxa máxima de dados é de 10 Mbit/s a 1.2m ou 100 Kbit/s a 1200m. EIA-422 não pode implementar uma rede de comunicação realmente multi-point (tal como EIA-485), ainda que somente um driver possa ser conectado a até 10 receivers. 
Um uso comum de EIA-422 é para extensões RS-232. Em estúdios de edição de vídeos ele é usado para interligar o quadro de controle central e os equipamentos de execução/gravação de vídeo e áudio. Além disso, uma variante do RS-422 compatível com RS-232 usando um conector mini-DIN-8 foi amplamente usada em equipamento Macintosh até ser substituída pelo Barramento Serial Universal (Universal Serial Bus) da Intel no iMac.
Este artigo foi originalmente baseado no material do Free On-line Dictionary of Computing, o qual é licenciado sob GFDL.